# Hafiz Uddin Ahmed
Hafiz Uddin Ahmed (* 29. Oktober 1939 in Bhola) ist ein bangladeschischer Politiker, Freiheitskämpfer und Mitglied der Jatiya Party.

## Leben
Hafiz Uddin Ahmed wurde am 29. Oktober 1939 in Bhola, der Heimat seiner Vorfahren, geboren. Sein Vater Vaters ist Azhar Uddin Ahmed und seine Mutter Karimunnesha. Er ist verheiratet mit Dilara Hafeez. Sie haben eine Tochter und zwei Söhne.

## Karriere als Fußballspieler
Ahmed war während seiner Studienzeit Fußballspieler. Als Stürmer trat er 1964 dem Mohammedan Sporting Club bei. Er blieb bis zur Beendigung seiner Spielerkarriere 1978 bei den „Black and Whites“ gewann auch zwei Aga-Khan-Gold-Cup-Titel und den Dacca-Ligatitel. 1967 wurde er für die pakistanische Fußballnationalmannschaft ausgewählt.

## Politische Karriere
Hafiz Uddin Ahmed absolvierte ein Studium in der pakistanischen Armee. 1968 nahm er seinen Dienst im 1st East Bengal Regiment auf uns konnte dabei zunächst seinem sportlichen Hobby, dem Fußball nachgehen.
Später kämpfte er im Widerstandskrieg und ging danach nach Indien. Er spielte eine wichtige Rolle in den diversen Schlachten und blieb nach Erreichen der Unabhängigkeit zunächst weiter in der Armee. Für seine Tapferkeit im Unabhängigkeitskrieg wurde ihm von der Regierung Bangladeschs der Titel Bir Bikram verliehen.
Nach seinem Ausscheiden wechselte er in die Politik. Er wurde zum Abgeordneten des Wahlkreises Bhola-3 ( Lalmohan - Tajumuddin ) auf Grund der Nominierung der Jatiya-Partei für die Wahlen zum dritten und vierten Nationalparlament 1986 und 1988 gewählt. Nachdem er bei den fünften Wahlen zum Nationalparlament 1991 als unabhängiger Kandidat für denselben Sitz gewählt worden war, trat er der Bangladesh Nationalist Party bei und wurde im sechsten Juni 1996 und auf Vorschlag der Partei zum Parlamentsmitglied gewählt. Er diente auch als Minister im zweiten Kabinett von Khaleda Zia.
Im Dezember 2008 wurde er bei den Parlamentswahlen zum dritten Mal als Abgeordneter in den Jatiyo Sangshad gewählt. Bei Protesten der Opposition gegen die Entscheidung der Regierung protestierte, das Übergangsregierungssystem aufzuheben, wurde Ahmed am 11. Juni 2011 festgenommen. Erneute Proteste am 28. Dezember 2013 führten zu einer weiteren Festnahme.
1. Juli 2017 gründete er eine eigene Softwarefirma.